# 天主教立陶宛軍中教長區
天主教立陶宛軍中教長區（拉丁語：Ordinariatus Militaris Lituaniae）是立陶宛一個天主教的軍中教長區，直屬聖座，負責牧養信奉天主教的立陶宛軍人及其家眷。
教長區成立於2000年11月25日。2004年有十七名司鐸。目前教長處於出缺狀態。